# Francisco Preciado de la Vega
Francisco Preciado de la Vega – hiszpański malarz, przedstawiciel szkoły sewilskiej.
Był członkiem Królewskiej Akademii Sztuk Pięknych św. Ferdynanda i sekretarzem Akademii św. Łukasza w Rzymie. Stanowił łącznik pomiędzy tymi instytucjami, był odpowiedzialny za stypendystów. Był także malarzem Karola III, u którego promował zalety rozszerzenia hiszpańskiej działalności akademickiej we Włoszech. Napisał dzieło dydaktyczne Arcadia Pictórica.